# Глебич
Глебич (нем. Glebitzsch) — бывшая община в Германии, в земле Саксония-Анхальт. С 2009 года — населённый пункт в составе города Зандерсдорф-Брена.

## История
Глебич первоначально являлся славянским поселением. Впервые упоминается в 1207 году как Хлевиц.
В XX веке Глебич был самостоятельной общиной (коммуной), подразделявшейся на 2 сельских округа. Входила в состав района Биттерфельд. Подчинялась управлению Биттерфельд. Население составляло 659 человек (на 31 декабря 2006 года). Занимала площадь 15,12 км². Община Глебич была упразднена 1 июля 2009 года и вместе с рядом соседних населённых пунктов вошла в состав нового города Зандерсдорф-Брена.